# Graeagle
Graeagle és una concentració de població designada pel cens dels Estats Units a l'estat de Califòrnia. Segons el cens del 2000 tenia 831 habitants.

## Demografia
Segons el cens del 2000, Graeagle tenia 831 habitants, 412 habitatges, i 280 famílies. La densitat de població era de 28,9 habitants/km².
Dels 412 habitatges en un 13,6% hi vivien nens de menys de 18 anys, en un 62,9% hi vivien parelles casades, en un 3,4% dones solteres, i en un 32% no eren unitats familiars. En el 26,9% dels habitatges hi vivien persones soles el 14,3% de les quals corresponia a persones de 65 anys o més que vivien soles. El nombre mitjà de persones vivint en cada habitatge era de 2,02 i el nombre mitjà de persones que vivien en cada família era de 2,4.
Per edats la població es repartia de la següent manera: un 11,6% tenia menys de 18 anys, un 2,8% entre 18 i 24, un 15,9% entre 25 i 44, un 35,1% de 45 a 60 i un 34,7% 65 anys o més.
L'edat mediana era de 57 anys. Per cada 100 dones de 18 o més anys hi havia 93,4 homes.
La renda mediana per habitatge era de 55.385 $ i la renda mediana per família de 59.327 $. Els homes tenien una renda mediana de 39.219 $ mentre que les dones 24.028 $. La renda per capita de la població era de 25.199 $. Entorn del 4,7% de les famílies i el 5,7% de la població estaven per davall del llindar de pobresa.

## Poblacions més properes
El següent diagrama mostra les poblacions més properes.